# Mundiya Kepanga
Mundiya Kepanga est un chef coutumier papou originaire de la tribu des Hulis vivant dans la région des Hautes Terres de Papouasie-Nouvelle-Guinée,.
Défenseur de l’environnement engagé pour la protection des forêts primaires, il est intervenu à de nombreuses reprises lors de colloques internationaux en France (COP21, Unesco...) et en Angleterre (GEM Report,) mais également aux États-Unis, au Brésil, au Maroc et en Egypte.
Il intervient régulièrement en milieu scolaire, à l'invitation de musées, de scientifiques et à l’occasion de rencontres consacrées à l'environnement et aux peuples autochtones. À travers ses prises de paroles, il nous invite à réfléchir au regard que nous portons sur la nature, les peuples autochtones et sur nous-mêmes. Il a notamment reçu deux prix Greenpeace pour le documentaire Frères des arbres qui retrace son engagement.
Parmi ses actions en faveur du dialogue entre les cultures, il a remis un ensemble complet des parures de sa tribu au Musée de l'Homme, au Musée d’Ethnographie de Genève, au Muséum d’Histoire Naturelle de Rouen ainsi qu’au Muséum d’Histoire Naturelle de Bourges. Mettant également en œuvre des projets concrets de sauvegarde de la planète, il est à l’origine de programmes d’éco-développement comme la création d’une chambre d’hôte traditionnelle, ressource essentielle pour son village.
Au cours des vingt dernières années, Mundiya Kepanga a été le personnage principal de nombreux livres et films dont le documentaire L’Exploration Inversée (Production Bonne Pioche) diffusé par Canal+ et National Geographic dans plus d’une vingtaine de pays. Il est également narrateur du documentaire Frères des arbres (Lato Sensu Productions) diffusé en prime time sur Arte qui a reçu 15 prix internationaux dont deux prix Greenpeace, le prix du public au  Festival International du Film documentaire Océanien (FIFO) et le prix Jackson Wild dans la catégorie Global Voices . Le film connait une suite Gardiens de la forêt, le temps des solutions (Production Lato Sensu Productions) également diffusé sur Arte.
La personnalité de Mundiya Kepanga a inspiré plusieurs livres pour enfants parmi lesquels Contes des gardiens de la forêt (Éditions Seuil Jeunesse, 56 pages, textes : Céline Ripoll, illustrations : Anna Aparicio Català), La fabuleuse tribu des Papous (Éditions Plume de carotte, 80 pages) et L'étrange tribu des Français (Éditions Plume de carotte, 80 pages).
Il a également collaboré à la rédaction de plusieurs articles scientifiques notamment en collaboration avec Philippe Charlier, Yves Coppens et Jean Malaurie où il partage sa vision de la santé, de la nature et de l’environnement.
Invité à participer en tant que chef traditionnel à plusieurs rencontres organisées à l’occasion de la conférence sur les changements climatiques COP21, il participe notamment à la conférence organisée au Musée de l'Homme Peuples autochtones face aux changements climatiques aux côtés de Nicolas Hulot, Gilles Bœuf et Raoni Metuktire.
Aujourd’hui, il est à la fois un observateur du monde moderne qu'il aime commenter de façon personnelle et une voix des peuples autochtones.

## Biographie
Traditionnellement nommé Ukuma Mundiya Kepanga, Mundiya est né au milieu des années 1960 au cœur des Hautes Terres de Papouasie-Nouvelle-Guinée dans une petite case construite spécialement pour sa naissance à Anda Mini, un lieu-dit situé dans la région de Telabo. Appartenant au clan Telabo Angi Puria, il fait partie de la tribu des Hulis dont les membres se concentrent autour de la région de Tari située au centre de la province de Hela. Menant une existence simple et traditionnelle, il vit de la culture des patates douces et de l’élevage des cochons. Adolescent, il fait pousser ses cheveux pour obtenir une manda, une perruque rituelle liée à la période d’initiation des jeunes hulis. Depuis, il cultive l’art des parures et des plumes et fait partie du groupe de sing-sing, le groupe de danse traditionnelle de sa communauté.
Après une rencontre en septembre 2001 avec le photographe français Marc Dozier spécialiste de la Papouasie-Nouvelle-Guinée, Mundiya devient le guide du reporter et l’accompagne durant plusieurs semaines afin de l’aider à réaliser un reportage sur sa tribu. Cette rencontre donnera lieu à la réalisation du reportage Dans la maison des hommes publié par le magazine Grands Reportages.
Touché par l’amitié et la générosité de Mundiya, Marc Dozier aidé par l’agent de voyage français Philippe Gigliotti, décide de l’inviter à venir découvrir l’Hexagone en 2003, accompagné par son cousin Polobi Palia. L’invitation amicale prend vite une dimension inattendue et l'enthousiasme soulevé par leur présence et la pertinence de leurs observations ont donné lieu à la publication du livre Le long-long voyage aux éditions Dakota.
Fin 2006 - début 2007, Mundiya et son cousin Polobi sont réinvités en France mais ce nouveau voyage donne naissance à la réalisation du documentaire de 100 minutes intitulé L’Exploration Inversée (Un film de Jean-Marie Barrère et Marc Dozier – Production Bonne Pioche). Au cours du film, Mundiya et son cousin Polobi explorent l’Hexagone et commentent  les us et coutumes des Français à la façon des Lettres persanes de Montesquieu. Diffusé pour la première fois sur Canal+ le 8 janvier 2008, le film qui rencontre un certain succès sera ensuite repris sur de nombreuses chaînes françaises et internationales.
De 2008 à 2015, Mundiya revient en Europe à plusieurs reprises et donne de nombreuses conférences en France, en Belgique, en Suisse, au Luxembourg, aux États-Unis… À l’occasion de ces rencontres, il invite à jeter un nouveau regard sur les peuples du monde dans un esprit de tolérance et de respect.
En 2012, avec l’aide de son ami français Marc Dozier qui traduit et adapte ses propos, Mundiya publie sa biographie Au pays des hommes blancs, les mémoires d'un Papou en Occident (Édition Niugini), qui dévoile sa conception pleine d'humour et de philosophie du monde occidental. Le début de l’ouvrage est très révélateur du style direct et du renversement de point de vue opéré par Mundiya : « C’est vous, les Blancs, qui avez inventé les livres… Moi, je ne sais ni lire, ni écrire mais j’ai beaucoup de choses à raconter sur votre drôle de tribu ! ».

Cette même année, après avoir appris la restitution d’un crâne maori aux communautés autochtones de Nouvelle-Zélande par Sébastien Minchin, le directeur du Muséum d’histoire naturelle de Rouen, Mundiya Kepanga décide d’offrir un ensemble complet des parures de sa tribu aux collections du musée. Au cours de la cérémonie officielle de donation, le 20 avril 2012, il déclare : « Je suis très fier de remettre mes parures entre vos mains. Je sais que vous en prendrez soin. Plus tard, lorsque je serais mort, vos enfants et les enfants de vos enfants pourront encore les admirer et comprendre leur sens pour ma tribu. C’est un pont que nous construisons entre nos deux mondes. ». Nommé Djeri en langue Huli, l’ensemble est actuellement exposé au troisième étage du Muséum d’histoire naturelle de Rouen dans une vitrine qui lui est spécialement réservée et ouvre la section Océanie. 
Cette première remise donnera lieu à trois autres legs dans de grands musée européens. Le 14 octobre 2016, Mundiya Kepanga remet ses parures au musée de l’Homme à Paris, dans le but de favoriser le dialogue entre les cultures,. Le 23 mai 2022, il remet  ses parures et de sa perruque Manda Ongolo au Muséum d’Histoire Naturelle de Bourges. Le 18 juin 2022, il remet ses parures et de sa perruque Manda Kindéria au Musée d’Ethnographie de Genève en Suisse.
Dans le cadre de la Conférence de Paris de 2015 sur les changements climatiques (COP21) et en tant que chef traditionnel, Mundiya Kepanga est invité à participer à plusieurs conférences. Il participe notamment, le 25 novembre 2015, aux côtés de Nicolas Hulot, Gilles Bœuf et du cacique Raoni Metuktire, à la conférence Peuples autochtones face aux changements climatiques organisée au Muséum national d'histoire naturelle de Paris. Il y exprime sa vision du dérèglement climatique et son impact sur sa communauté.

Le samedi 5 décembre, Mundiya Kepanga témoigne également des changements climatiques devant les chefs d’Etats à l’auditorium de l’Unesco dans le cadre des Universités de la Terre, lors de la conférence Comment apprendre de l'Autre ?, rassemblant alors plus d’une centaine de personnalités parmi lesquelles Jacques Attali, Isabelle Autissier, Jean-Louis Etienne, Nicolas Hulot, Corinne Lepage, Bertrand Piccard, Raoni Metuktire et Reza Deghati.

## Orthographe de son nom
La langue Huli n’étant pas une langue écrite, l’orthographe du nom de Mundiya n’est pas clairement établie. On trouve plusieurs variantes : Mudeya, Mundeya, Mundiya… L’orthographe la plus couramment retenue est celle qui figure sur son passeport : Mundiya Kepanga.